# 工藤敏夫
工藤 敏夫（くどう としお） は、日本の文部科学官僚。広島大学理事・副学長、木更津工業高等専門学校校長、杉並学院高等学校校長などを歴任した。

## 人物・経歴
1972年秋田県立秋田高等学校卒業。1977年東北大学法学部卒業、文部省入省。教育大学室長、生涯スポーツ課長、総合研究課長、科学技術庁原子力局研究技術課長等を経て、2001年文部科学省研究振興局量子放射線研究課長。同年弘前大学事務局長。2003年鹿屋体育大学副学長。2004年から国立大学法人鹿屋体育大学理事・副学長を務め、国立大学法人初の学長公募にあたるなどした。2005年国立大学法人広島大学理事・副学長。2008年独立行政法人大学評価・学位授与機構理事。2010年木更津工業高等専門学校校長。2014年日本体育大学シニアアドバイザー。2016年から杉並学院中学高等学校校長を務め、新型コロナウイルス感染症の世界的流行を受け、臨時休業などの対応を行った。
2025年4月瑞宝小綬章を受章した。